# Gmina Trzebnica

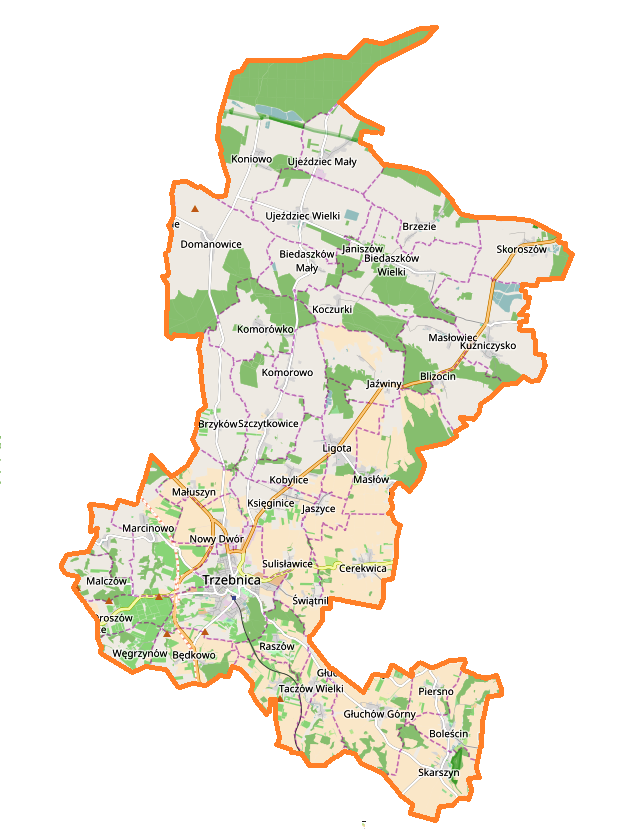
Karte der Gemeinde

Die Gmina Trzebnica [tʃɛbˈɲiʦa] ist eine Stadt-und-Land-Gemeinde im Powiat Trzebnicki der Woiwodschaft Niederschlesien in Polen. Ihr Sitz ist die Kreisstadt Trzebnica (deutsch: Trebnitz) mit etwa 13.300 Einwohnern.

## Geographie
Die Gemeinde liegt im Nordosten der Woiwodschaft Niederschlesien, etwa zwölf Kilometer nördlich von Breslau. Nachbargemeinden sind Żmigród im Norden, Milicz im Nordosten, Zawonia im Osten, Długołęka im Südosten, Wisznia Mała im Südwesten und Oborniki Śląskie sowie Prusice im Westen.
Die Gemeinde hat eine Fläche von 200,2 km², von der 76 Prozent land- und 13 Prozent forstwirtschaftlich genutzt werden. Die Landschaft gehört zum Katzengebirge (polnisch Wzgórza Trzebnickie).

## Geschichte
Die Landgemeinde wurde 1954 in Gromadas aufgelöst und 1973 wiedergebildet. Stadt- und Landgemeinde wurden 1990/1991 zur Stadt-und-Land-Gemeinde zusammengelegt. Ihr Gebiet kam 1975 von der Woiwodschaft Breslau zur gleichnamigen Woiwodschaft kleinen Zuschnitts, der Powiat wurde aufgelöst. Zum 1. Januar 1999 kam die Gemeinde zur Woiwodschaft Niederschlesien und Trzebnica wurde Sitz des wiedererrichteten Powiat.

## Gliederung
Zur Stadt-und-Land-Gemeinde Trzebnica gehören 41 Dörfer (deutsche Namen, amtlich bis 1945) mit einem Schulzenamt:
- Będkowo (Bentkau)
- Biedaszków Mały (Klein Biadauschen, 1936–1945: Margaretenmühle)
- Biedaszków Wielki (Groß Biadauschen, 1936–1945: Heidegrund)
- Boleścin (Pollentschine, 1937–1945: Eichendorf)
- Brochocin (Brockotschine, 1937–1945: Moltketal)
- Brzezie (Briesche)
- Brzyków (Brietzen)
- Cerekwica (Zirkwitz)
- Domanowice (Domnowitz, 1936–1945: Germanengrund)
- Droszów (Droschen)
- Głuchów Górny (Ober-Glauche)
- Jaszyce (Jeschütz)
- Jaźwiny (Werndorf)
- Kobylice (Kobelwitz)
- Koczurki (Kotzerke)
- Komorowo (Groß Kommerowe, 1936–1945: Hasdingen)
- Komorówko (Klein Kommerowe, 1936–1945: Waldkirch)
- Koniowo (Groß Cainowe, 1936–1945: Kainowe)
- Księginice (Kniegnitz)
- Kuźniczysko (Groß Hammer)
- Ligota (Kloch-Ellguth, 1937–1945: Kloch-Felde)
- Malczów (Maltschawe, 1936–1945: Kleinau)
- Małuszyn (Maluschütz, 1936–1945: Erbenfelde)
- Marcinowo (Groß Märtinau)
- Masłowiec (Maßlisch Hammer)
- Masłów-Nowy Dwór (Massel-Neuhof)
- Piersno (Pirschen)
- Raszów (Raschen)
- Rzepotowice (Klein Märtinau)
- Skarszyn (Skarsine, 1936–1945: Sauerbrunn)
- Skoroszów (Katholisch Hammer)
- Sulisławice (Zülzendorf)
- Szczytkowice (Schickwitz)
- Świątniki (Groß Schwundnig)
- Taczów Mały (Klein Totschen)
- Taczów Wielki (Groß Totschen)
- Ujeździec Mały (Klein Ujeschütz)
- Ujeździec Wielki (Groß Ujeschütz)
- Węgrzynów (Pflaumendorf)

Ortsteile dieser Dörfer sind Blizocin (Neuwalde), Bukowiec (Buchwald), Janiszów, Kanice, Koniówko und Trzy Chałupy.

## Baudenkmale und Sehenswürdigkeiten
Das historische Zentrum der Stadt steht als Ensemble unter Denkmalschutz. Die Dörfer der Gemeinde weisen ebenfalls eine Reihe denkmalgeschützter Baudenkmale auf. In das nationale Denkmalregister der Woiwodschaft sind eingetragen:
- Schloss und Schlosspark in Boleścin
- Pfarrkirche in Cerekwica
- Ehemals evangelische Kirche von 1857 in Głuchów Górny
  - Aussegnungskapelle von 1860
  - Pfarrhaus und Einfriedung
- Pfarrkirche in Koczurki
- Kirche und Friedhof in Koniowo
- Ehemals evangelische Kirche in Kuźniczysko
- Ehemals evangelische Kirche in Masłów

Baudenkmale in Trzebnica
- Historisches Stadtzentrum
- Kloster Trebnitz (1697–1726) mit der Kirche, 20 Wohn- und Wirtschaftsgebäuden sowie der Einfriedung
- Kirche St. Peter und Paul
- Haus (ul. Henryka Brodatego Nr. 1; abgegangen?)
- Pfarrhaus (ul. Jana Pawła II Nr. 3)
- Hotel „Zdrój Jadwigi“, erbaut 1888 (ul. Leśna Nr. 1)
- Gästehaus „Zamek przy Lesie Bukowym“ mit Remise, Brunnen und Park (ul. Oleśnicka Nr. 16/18)
- Haus (Rynek Nr. 8)
- Schule, erbaut 1902 (ul. Stawowa 1)
- Schlösschen

## Verkehr
Trzebnica liegt an der Schnellstraße S5 (E261) von Breslau nach Leszno (Lissa). Die DK15 führt von Trzebnica über Gniezno (Gnesen) nach Ostróda (Osterode i. Ostpr.).
Der nächste Bahnhof ist Oborniki Śląskie (Obernigk), der nächste internationale Flughafen Breslau.